# Hasora vitta
Hasora vitta là một loài bướm thuộc họ Bướm nhảy được tìm thấy ở India và một phần của Đông Nam Á.

## Hình ảnh

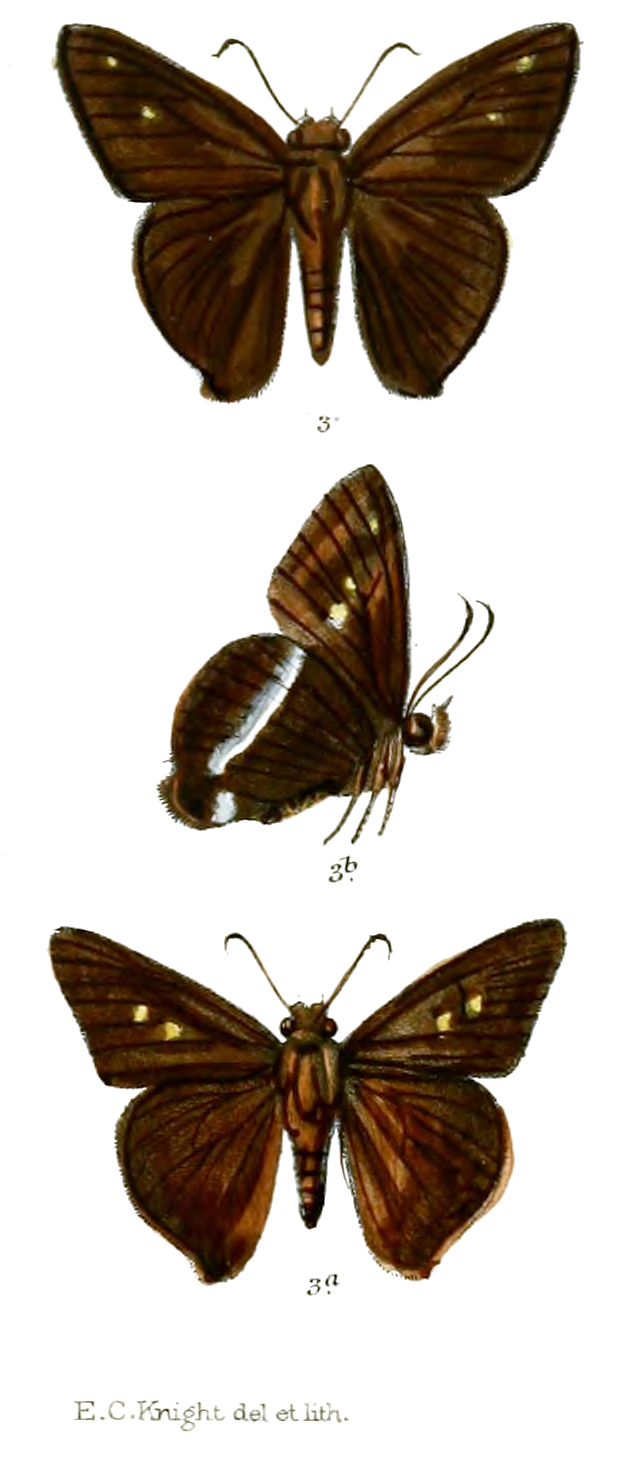
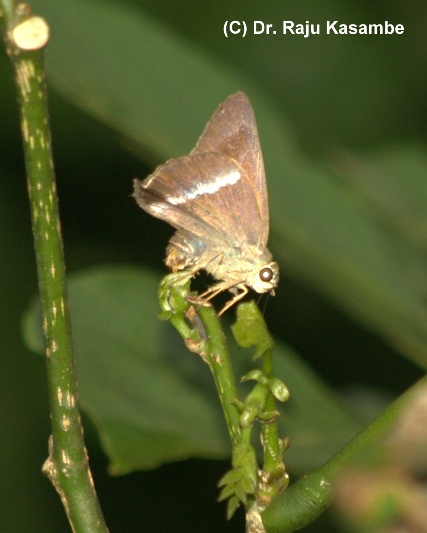
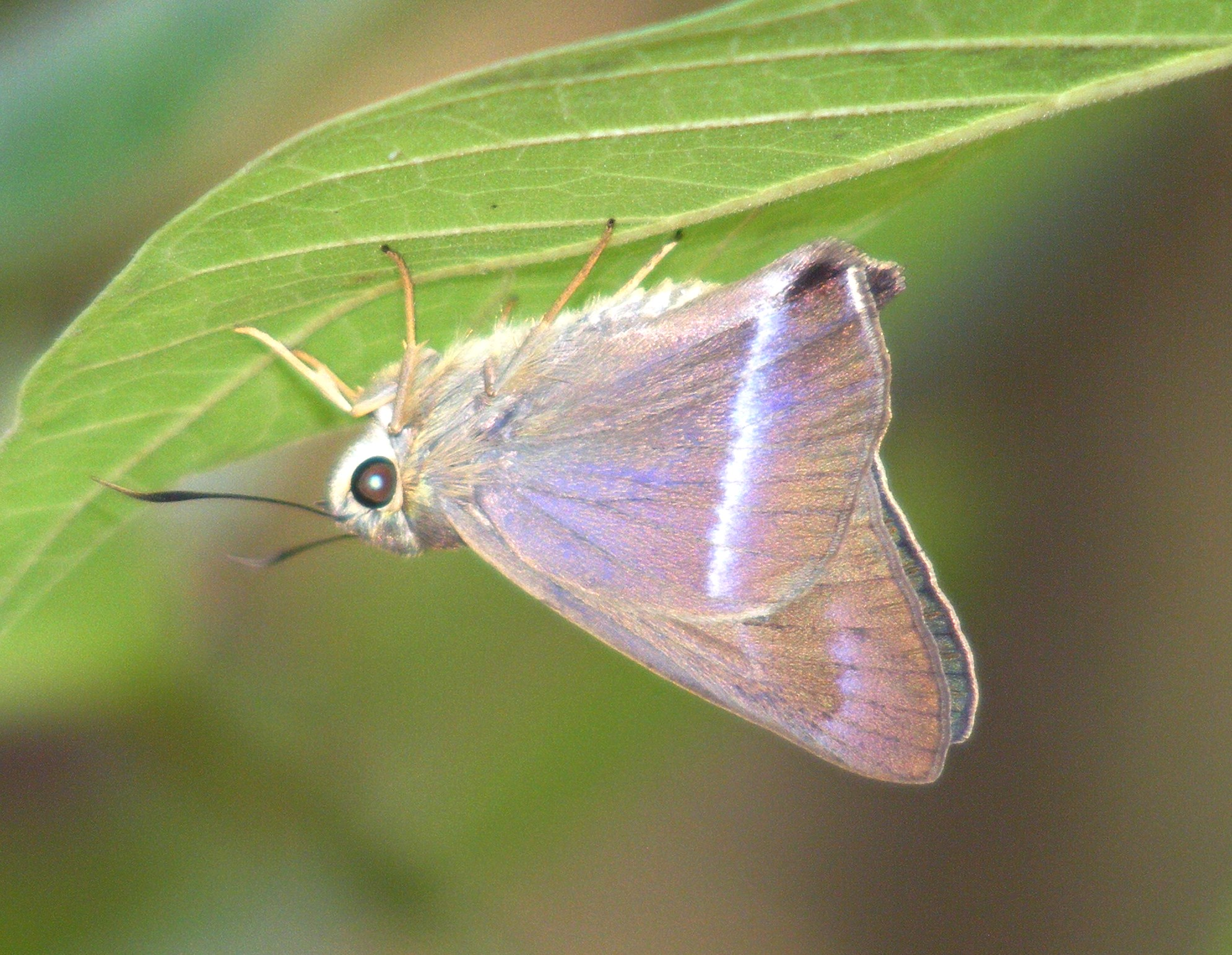